# Красино (Московская область)
Красино — деревня в городском округе Домодедово Московской области.

## География
Находится в южной части Московской области на расстоянии приблизительно 3 км на северо-восток по прямой от железнодорожной станции Домодедово.

## История
Известна с 1663 года, когда находились в вотчине окольничего князя Ивана Михайловича Коркодинова. Позже перешло к А. М. Львову. По переписи 1646 года в ней значилось семь крестьянских дворов и семнадцать-восемнадцать мужчин.

## Население
Постоянное население составляло 11 человек в 2002 году (русские 100 %), 13 в 2010.